# Sindrilari
Șindrilari is een dorp in Roemenië dat ligt in de gemeente Reghiu.
Șindrilari behoort tot het district Vrancea. Sindrilari telde in 2011 1.139 inwoners.
Het dorp is vooral landbouw gericht en wordt vooral bewoond door boeren die tot de Roemeense middenklassen behoren.  Er zijn weinig tot geen andere nationaliteiten in het dorp, wel is er een Roma minderheid aanwezig (geschat op circa 3/4%). Het dorp is religieus. Zo'n 98% is Roemeens-Orthodox.